# Заоставштина Драгомира Глишића
Заоставштина Драгомира Глишића чине кућа са двориштем и атеље са деведесет шест уљаних слика, тридесет цртежа и осталим покретним предметима (сликарски прибор, библиотека, лични предмети, намештај). Заоставштина представља непокретно културно добро као споменик културе.
Породична кућа Драгомира Глишића (1872—1957), сликара и ратног фотографа, изграђена је деведесетих година 19. века, са сликарским атељејем наменски грађеним и функционално обликован, подигнут је тридесетих година 20. века. Амбијент атељеа је потпуно аутентичан.
Сликарева заоставштина састављена је тако да се кроз њу хронолошки и тематски могу пратити развојни пут и интересовања сликарева у току целокупног стваралаштва у коме је настао велики број портрета, пејзажа, великих фигуралних композиција, мртвих природа. У заоставштини није заступљено Глишићево ратно сликарство из периода Балканских ратова и Првог светског рата. Оно се са другим документима и материјалом из тога времена налази у Војном музеју у Београду.